# Mandolina
Mandolina (wł. mandolino, skrót: mn. lub mno.) – strunowy instrument muzyczny z rodziny chordofonów szarpanych mający cztery pary strun strojonych w kwintach. Skala mandoliny (zakres dźwięków muzycznych) wynosi od g do fis³.
Współczesna mandolina jest niewielkim instrumentem z krótkim gryfem i płytkim, okrągłym pudłem rezonansowym. Na mandolinie od drugiej połowy XIX wieku (Raffaele Callace) w wolnym tempo gra się tremolo. 

## Nazwa
Jej nazwa prawdopodobnie wywodzi się z perskiego pandura i dalej arabskiego dambura. Zwłoszczona nazwa łacińskiego mandora brzmi mandola, w zdrobnieniu mandolina.

## Historia

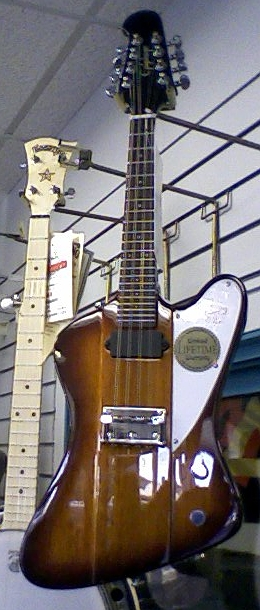
Mandolina elektryczna

Mandolina wywodzi się z miniaturowej lutni. W jednej z galerii w Waszyngtonie znajduje się obraz pędzla Agnola Gaddiego (1350–1396, mal. od 1369) przedstawiający anioła grającego na miniaturowej lutni nazwanej mandora, obecnie znanej jako mandolina barokowa. 
Mandolina była instrumentem typowym dla wiejskiego i miejskiego folkloru Europy południowej i wschodniej. Wraz z napływem imigrantów z tych regionów do USA mandolina stała się w Ameryce popularnym instrumentem. Była też jednym z pierwszych instrumentów, którego dźwięk zapisano na cylindrach wynalezionych przez Edisona. Mandolina szybko stała się popularnym instrumentem muzyki bluesowej, country i folk. 
Twórcą współczesnego standardu mandoliny, opartego na konstrukcji skrzypiec, był Orville H. Gibson, który w 1898 zdobył patent na swoją konstrukcję mandoliny, a ta wkrótce stała się dominująca. Charakterystyczną dla niej jest obłe, przypominające kroplę, płaskodenne pudło rezonansowe z charakterystycznymi dla instrumentów smyczkowych otworami w kształcie litery f. W latach pięćdziesiątych zaczęto produkować mandoliny elektryczne na wzór gitar elektrycznych.
Pierwszymi znanymi wirtuozami mandoliny byli w większości emigranci do USA Bernardo Dapace, Samuel Siegel, Dave Apollon i Giduanni Giuuale, którzy w latach 40. koncertowali z repertuarem popularnym i transkrypcjami muzyki poważnej na ten instrument. Najwięcej jednak dla popularności instrumentu zrobił twórca stylu bluegrass, Bill Monroe, doprowadzając brzmienie mandoliny do perfekcji. 
Mandolina znalazła zastosowanie, choć dość ograniczone w muzyce rockowej. Dźwięk mandoliny słychać w wielu sentymentalnych piosenkach Roda Stewarta. Na mandolinach często grali muzycy z grupy Jethro Tull: Ian Anderson, Martin Barre i Dave Pegg oraz Eric Bazilian z zespołu The Hooters. Sporadycznie na mandolinie grał John Paul Jones z Led Zeppelin, Steve Howe z Yes, Chris Cornell z Soundgarden i Peter Buck z R.E.M.
Na mandolinie zagrał także Paul McCartney w swoim przeboju „Dance Tonight”.